# Droga krajowa nr 207 (Kostaryka)
Droga krajowa nr 207 (hiszp. Ruta Nacional Secundaria 207/Ruta 207) – jedna z dróg krajowych w Kostaryce. Znajduje się ona w prowincji San José.

## Opis
W prowincji San José droga krajowa nr 207 przebiega przez kanton San José (przez dystrykt San Francisco de Dos Ríos) oraz przez kanton Desamparados (przez dystrykty Desamparados i San Antonio).